# Neopanorpa sauteri
Neopanorpa sauteri är en näbbsländeart som först beskrevs av Peter Esben-Petersen 1912. 
Neopanorpa sauteri ingår i släktet Neopanorpa och familjen skorpionsländor. Inga underarter finns listade i Catalogue of Life.